# کپون اسپرینگز استیشن (ویرجینیای غربی)
کپون اسپرینگز استیشن (به انگلیسی: Capon Springs Station) یک منطقهٔ مسکونی در ایالات متحده آمریکا است که در شهرستان همپشر، ویرجینیای غربی واقع شده‌است.